# Troickoje (obwód omski)
Troickoje (ros. Троицкое) – wieś (sieło) w Rosji, w obwodzie omskim, w rejonie omskim. W 2021 liczyła 7729 mieszkańców.